# Borislav Vučević
Borislav Vučević (in montenegrino Борислав Вучевић; Antivari, 29 agosto 1958) è un ex cestista montenegrino con cittadinanza belga.
È il fratello di Savo Vučević, e il padre di Nikola Vučević, anch'egli cestista.

## Carriera
Con la Jugoslavia ha disputato i Campionati europei del 1985.

## Palmarès
- YUBA liga: 2

Bosna: 1979-80, 1982-83
- Coppa di Jugoslavia: 1

Bosna: 1977-1978
- Coppa dei Campioni: 1

Bosna: 1978-79